# Lycosa errans
Lycosa errans este o specie de păianjeni din genul Lycosa, familia Lycosidae, descrisă de Hogg, 1905.
Este endemică în South Australia. Conform Catalogue of Life specia Lycosa errans nu are subspecii cunoscute.